# 관광 가이드
여행안내원 또는 관광 가이드, 여행 가이드(tour guide 또는 tourist guide)는 여행자들을 이끌고, 그 장소에 역사와 문화에 관하여 설명하는 직업으로서 일반 상식부터 역사적 진실과 여담 그리고 신화, 미신, 음식 등의 다양한 지식이 필요하다.
로컬 가이드는 현지에서 활동하는 관광 가이드를 말하며, 로컬 가이드가 꼭 그 나라 사람을 지칭하는 것은 아니며 현지에서 생활하는 자국민 또는 이민자 일 수 있다.

## 같이 보기
- 여행 오퍼레이터
- 관광통역안내사